# Село имени Айтбая
Село имени Айтбая (каз. Айтбай атындағы ауыл, до 2006 г. — Кызылжулдыз) — село в Урджарском районе Абайской области Казахстана. Входит в состав Алтыншокинского сельского округа. Код КАТО — 636439200.

## Население
В 1999 году население села составляло 1291 человек (646 мужчин и 645 женщин). По данным переписи 2009 года, в селе проживали 1003 человека (498 мужчин и 505 женщин).